# Mosè Bertoni

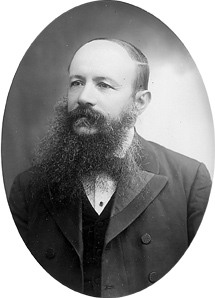
Mosè Bertoni um 1910

Mosè Giacomo "Santiago" Bertoni (* 15. Juni 1857 in Lottigna in der Schweiz; † 19. September 1929 in Foz do Iguaçu, Brasilien) war ein Schweizer Botaniker, Sprachforscher und Anarchist. Er war der Bruder des Anwalts, Forschers und Politikers Brenno Bertoni und der Cousin des Anarchisten Luigi Bertoni.

## Leben

### Frühe Jahre
Mosè Bertoni wurde im Kanton Tessin in Lottigna im Bleniotal als Sohn des ehemaligen katholischen Priesters, Anwalts und liberalen Politikers Ambrogio Bertoni und der Lehrerin Giuseppina Torriani geboren. Die Familie Bertoni war in Mailand im Handel tätig. Der junge Mosè Bertoni begeisterte sich für die Naturwissenschaften und entwickelte schon früh ein kulturantropologisches Interesse, so befasste er sich in seiner Heimat mit den Case dei Pagani von Dongio und Malvaglia. Bertoni besuchte das Gymnasium in Lugano und schrieb sich 1875 an der Universität Genf zum Studium der Rechte und im Herbst 1876 an der Universität Zürich zum Studium der Naturwissenschaften ein, das er 1877 in Genf mit mehreren Unterbrechungen fortsetzte.
Am 4. Januar 1876 heiratete Bertoni Eugenia Rossetti. Im folgenden Jahr traf Bertoni in Genf mit dem russischen Anarchisten Pjotr Alexejewitsch Kropotkin und dem ebenfalls anarchistisch gesinnten Geografen Élisée Reclus zusammen, die ihn zu einer Reise nach Südamerika anregten. So brach Bertoni kurz vor Ende seines Studiums am 3. März 1884 zur Überfahrt mit der «Nord America II» von Genua nach Buenos Aires auf, wo er am 30. März 1884 ankam. Seine schwangere Frau, seine vier Kinder, seine Mutter Giuseppina Torriani sowie rund 40 Bauern aus dem Bleniotal, die seine Vision einer anarcho-sozialistischen Siedlerkolonie teilten, begleiteten ihn. Die Kolonie sollte auf Selbstversorgung basieren und wissenschaftlichen Zielen dienen. Bertoni sollte sein Heimatdorf Lottigna, seinen Vater und den jüngeren Bruder nie mehr wiedersehen.

### Koloniegründungen in Argentinien und Paraguay
Die Neuankömmlinge bekamen von der Regierung Land in der Provinz Misiones zugewiesen, einem von Brasilien und Paraguay umschlossenen im tropischen und von gewaltigen Flussläufen durchzogenen Nordosten Argentiniens.
Nahe dem Ort Santa Ana ⊙ gründete Bertoni seine erste Kolonie. Die Tessiner Bauern setzten sich bald ab, um sich in klimatisch günstigeren Gebieten nach geeignetem Agrarland umzusehen. Bertoni gab seine anarchistischen Ideale nach und nach auf. Mit Hilfe bereits früher nach Argentinien ausgewanderter Tessiner baute er von 1887 bis 1889 unmittelbar südlich der Wasserfälle von Iguazú auf der paraguayischen Seite des Río Paraná die Forst- und Landwirtschaftskolonie «Guillermo Tell» (Wilhelm Tell) auf, heute Puerto Bertoni.⊙
1894 gründete Bertoni in Asunción die Nationale Landwirtschaftsschule, die er bis 1904 leitete. Dann zog er nach Puerto Bertoni zurück und befasste sich, unterstützt durch seine grosse Familie, intensiv mit Botanik, Meteorologie, Agronomie, Geografie, Zoologie und Ethnografie. Dabei hatte er Kontakt mit dem Naturforscher und Botaniker Emil Hassler. Nach und nach entwickelte sich Puerto Bertoni zu einer wissenschaftlichen Station mit weltweiten Beziehungen. Um seine Werke veröffentlichen zu können, richtete Bertoni 1918 die Druckerei «Ex Sylvis» («Aus dem Wald») ein. Er war der Erste, der die Pflanze Stevia rebaudiana klassifizierte, die als natürlicher Süssstoff verwendet wird.
Die Wirtschaftskrise von 1915 verschonte auch die Kolonie nicht: Es fehlte an den nötigen Mitteln, um die Forschungen und Publikationen aufrechtzuerhalten. Die patriarchalisch geführte Familie mit 13 Kindern löste sich allmählich auf. Am 19. September 1929 starb Bertoni in Foz do Iguaçu an Malaria, alleine und mittellos. Seine Frau Eugenia war, ohne dass er es erfahren hatte, schon am 24. August gestorben. Zum Zeitpunkt seines Todes (1929) zählte Bertonis Bibliographie über 500 Publikationen. Heute ist das Bild des Tessiners in Paraguay aufgrund seiner Rolle als Weiser (er wurde el Sabio genannt) fast mythisch, und 1998 wurde in Puerto Bertoni ein ihm gewidmetes Museum eingerichtet.

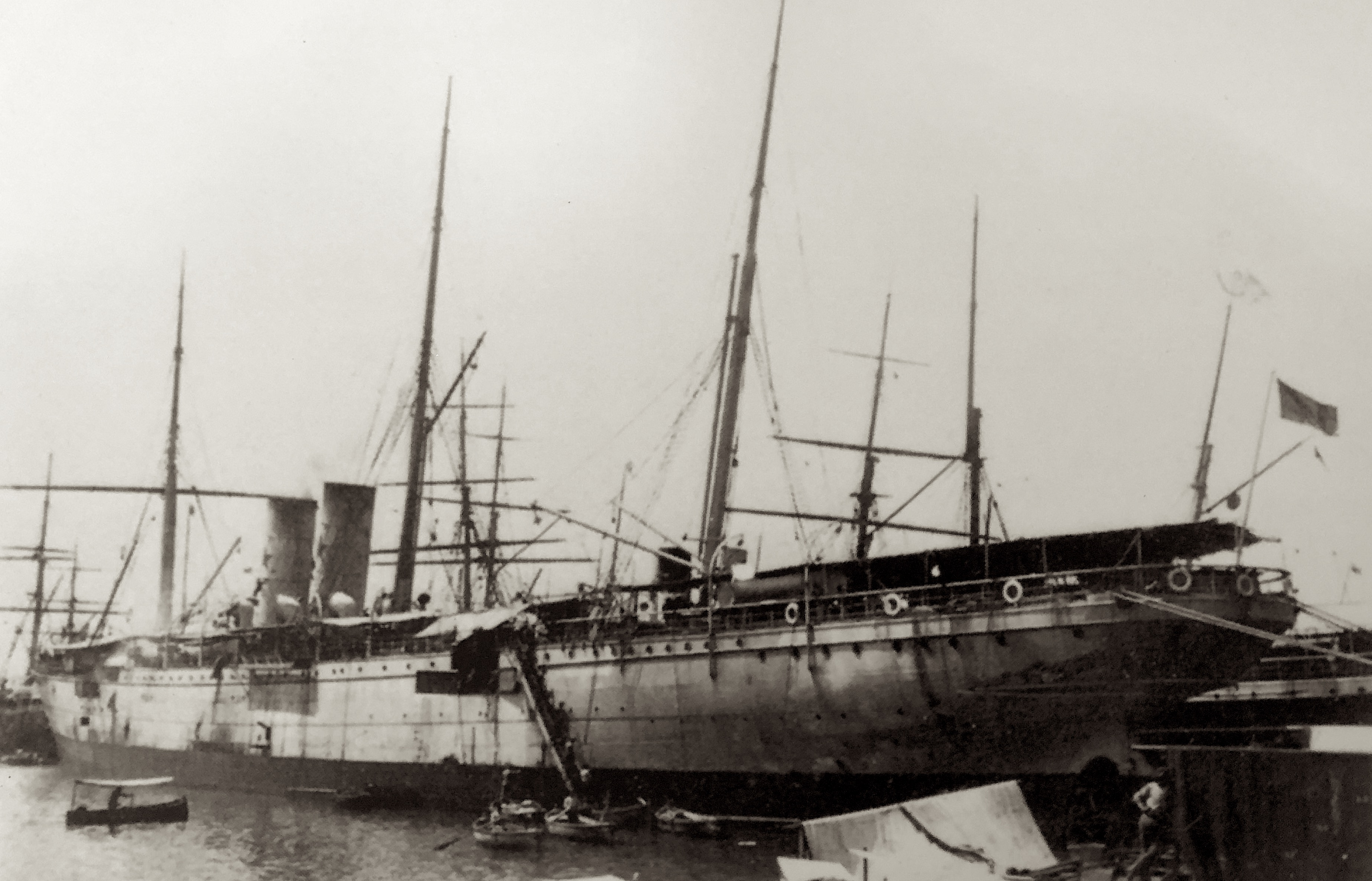
Auf der «Nord America II» reiste Bertoni nach Buenos Aires
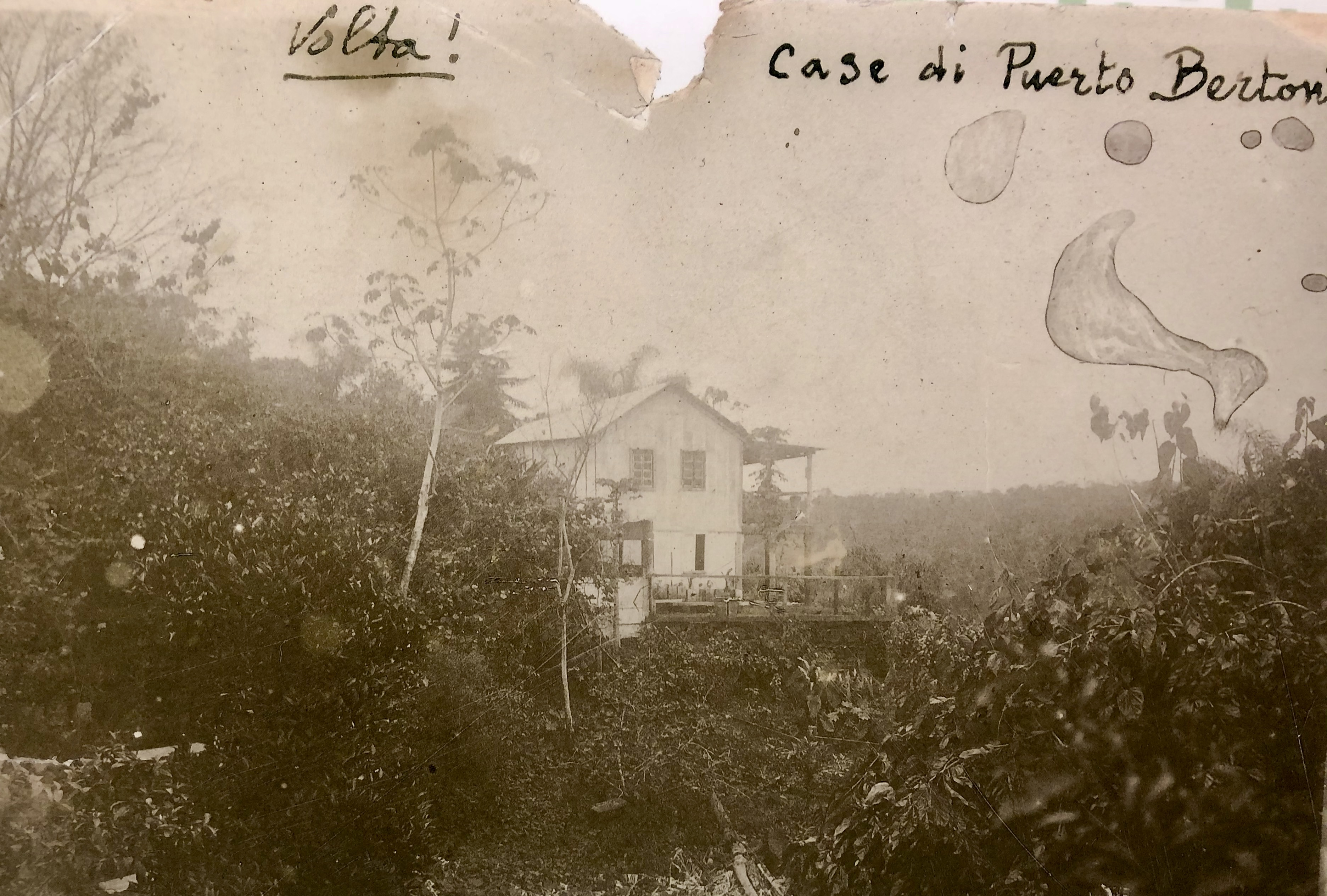
Wohnhaus in Puerto Bertoni
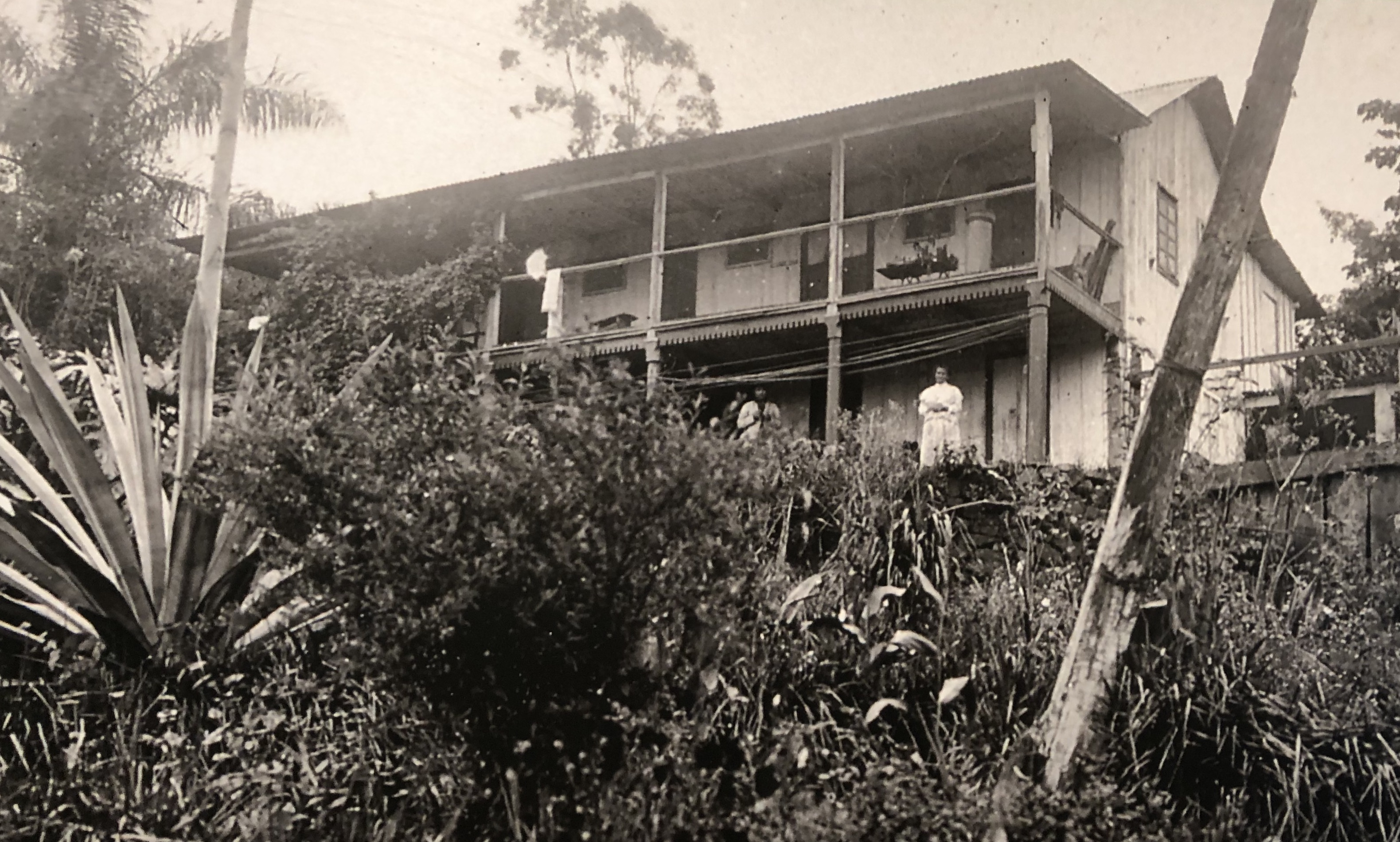
Wohnhaus
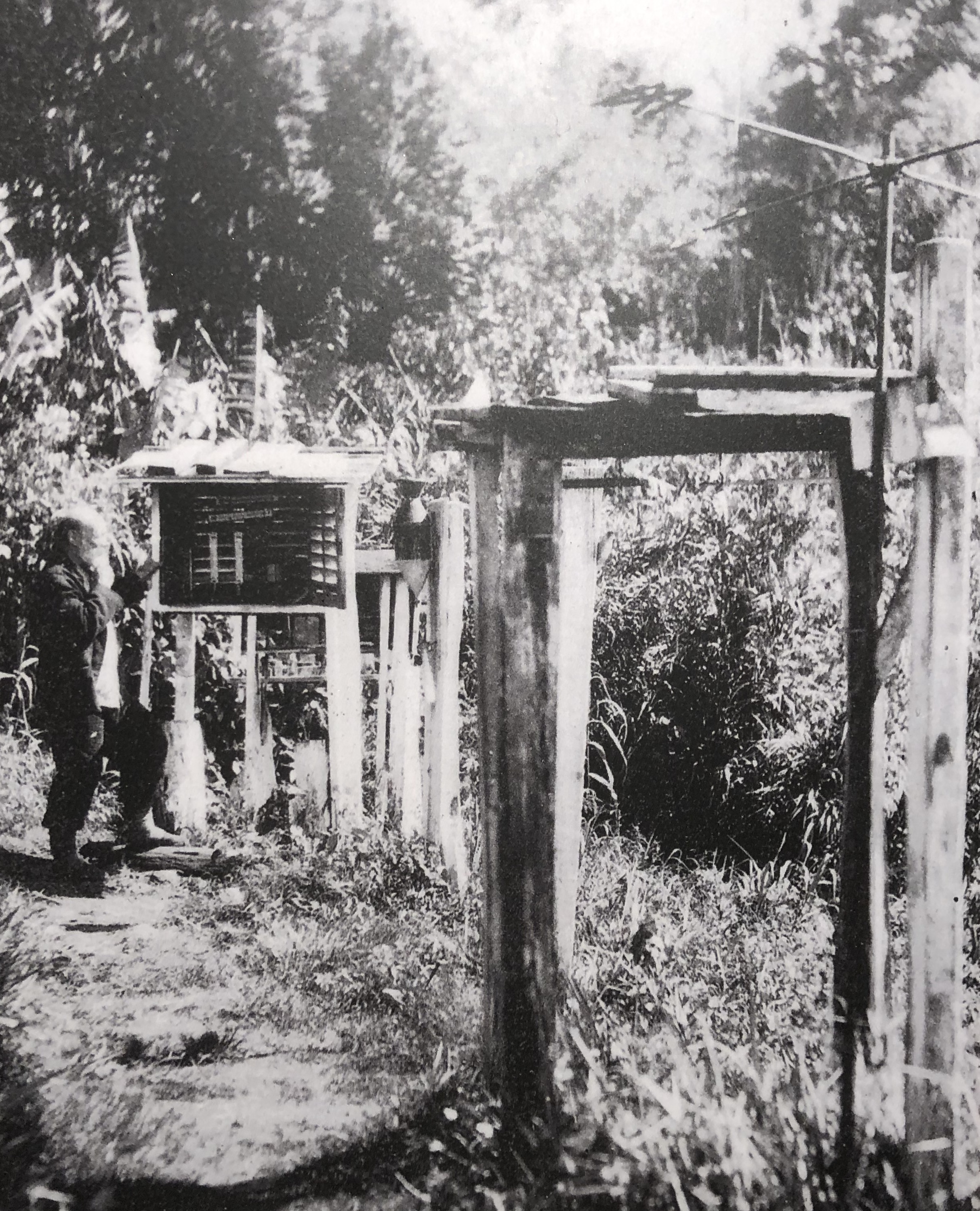
Bertoni an seiner Wetterstation

## Familie
Bertoni benannte seine 13 Kinder nach seinen persönlichen Vorbildern: Patriotische Vorbilder waren etwa Reto Divicone, Arnold von Winkelried, Guillermo Tell, Werner Stauffacher oder Walter Fürst. Frauennamen liehen anarchistische Vorbilder wie Vera Zasulic oder Sofja Perowskaja. Auch wissenschaftliche Vorbilder wie Carl von Linné und Aristoteles standen Pate bei der Namenswahl.
Die Kinder waren:
- Reto Divicone Bertoni (1877–1968)
- Arnaldo de Winkelried Bertoni (1878–1977), Zoologe
- Vera Zassoulich Jiménez (1880–1966), geb. Bertoni
- Sofia Perovskaja Mereles (1881–1974), geb. Bertoni
- Ines Bertoni (1883–1886)
- Misiones Schrottky (1884–1969), geb. Bertoni
- Moisés Santiago Bertoni (1887–1967)
- Guillermo Tell Bertoni (1889–1963)
- Aurora Eugenia Flores (1891–1983), geb. Bertoni
- Walter Fürst Bertoni (1893–1971)
- Werner Stauffacher Bertoni (1895–1988)
- Carlos Linneo Bertoni (1898–1915)
- Aristóteles Eugenio Bertoni (1900–1990)

Moisés Bertoni, ein Urenkel von Mosè Bertoni, wurde am 31. August 2020 zum neuen Minister für Landwirtschaft und Viehzucht von Paraguay ernannt.

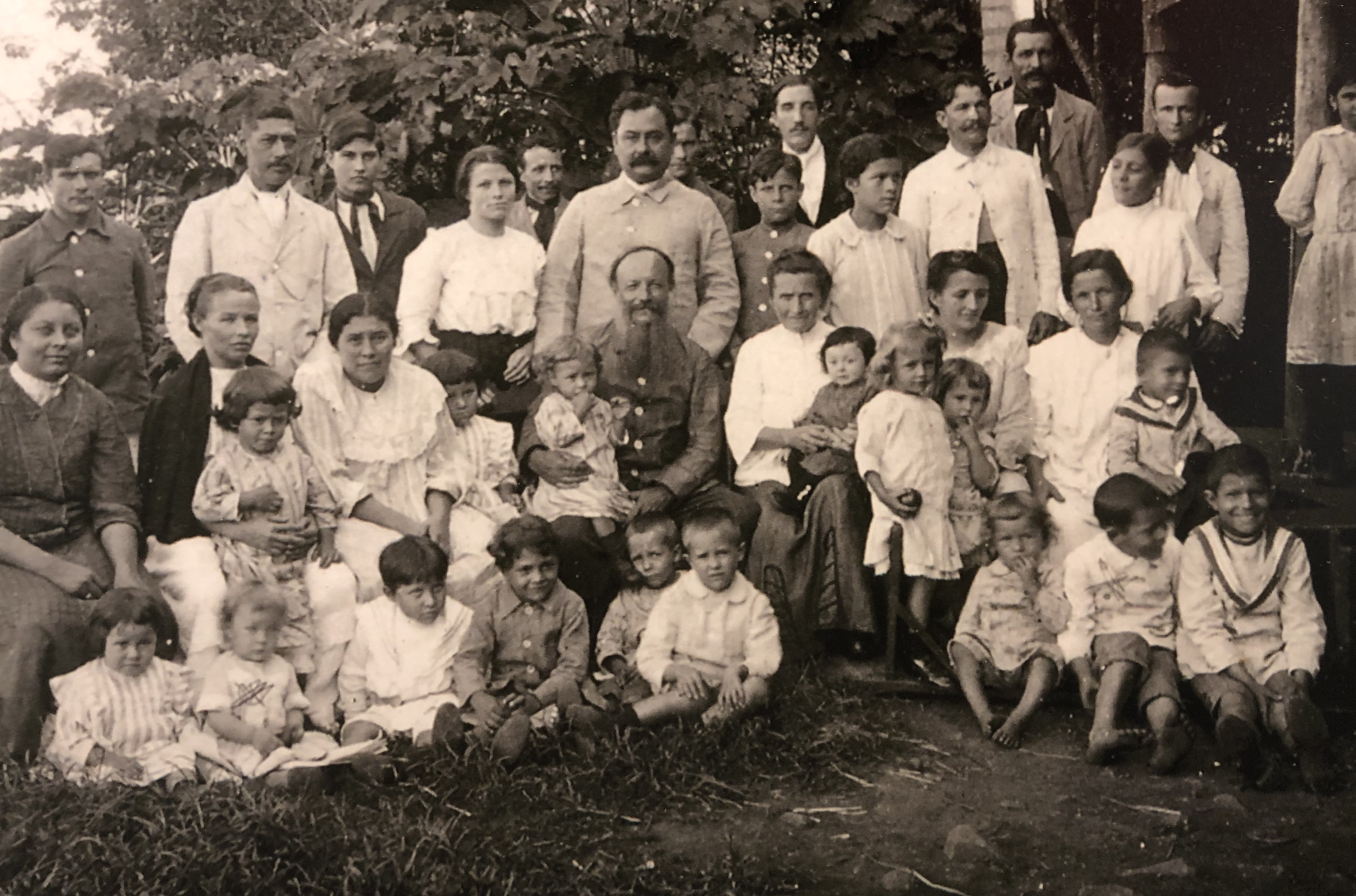
Grossfamilie
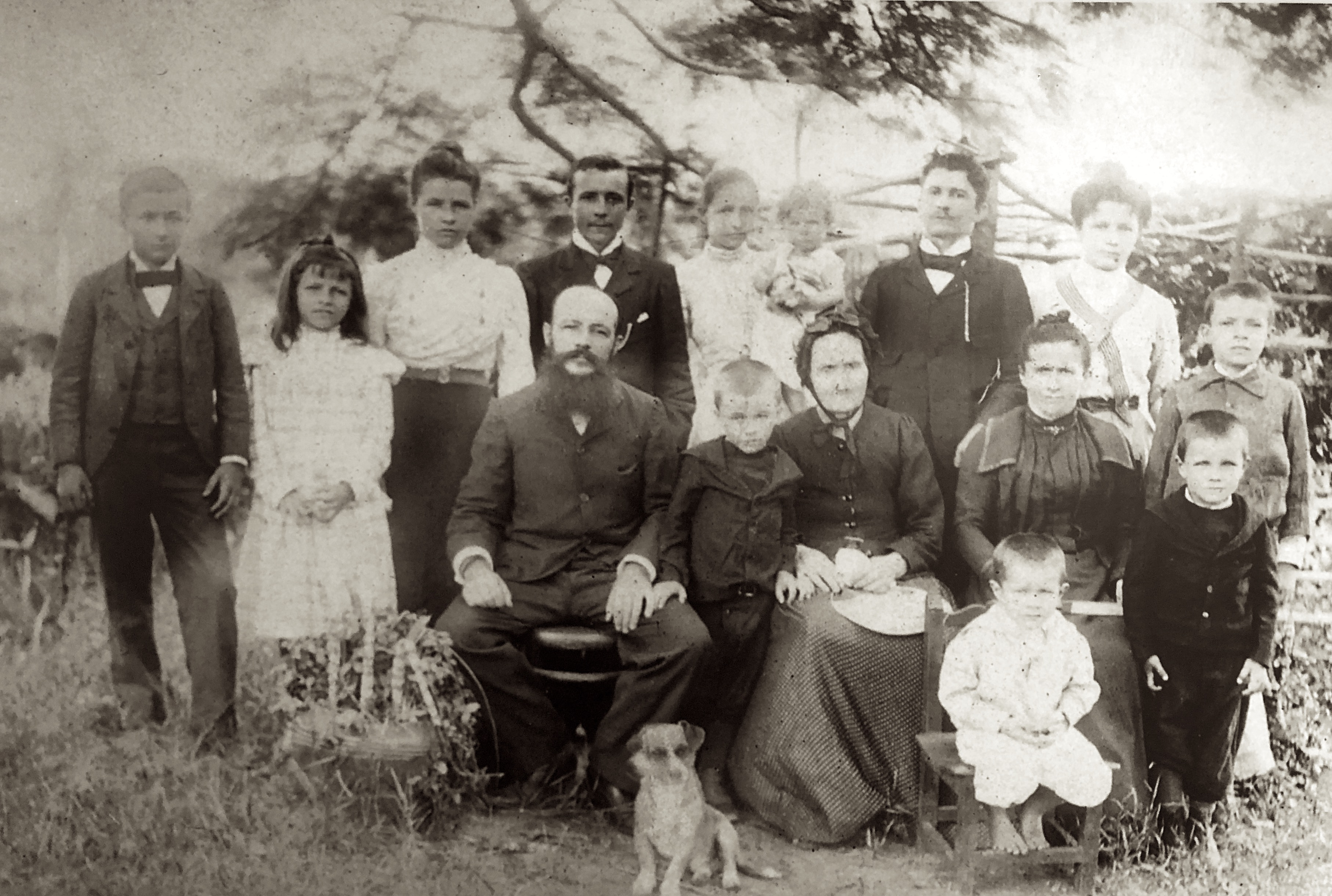
Familie

## Werk

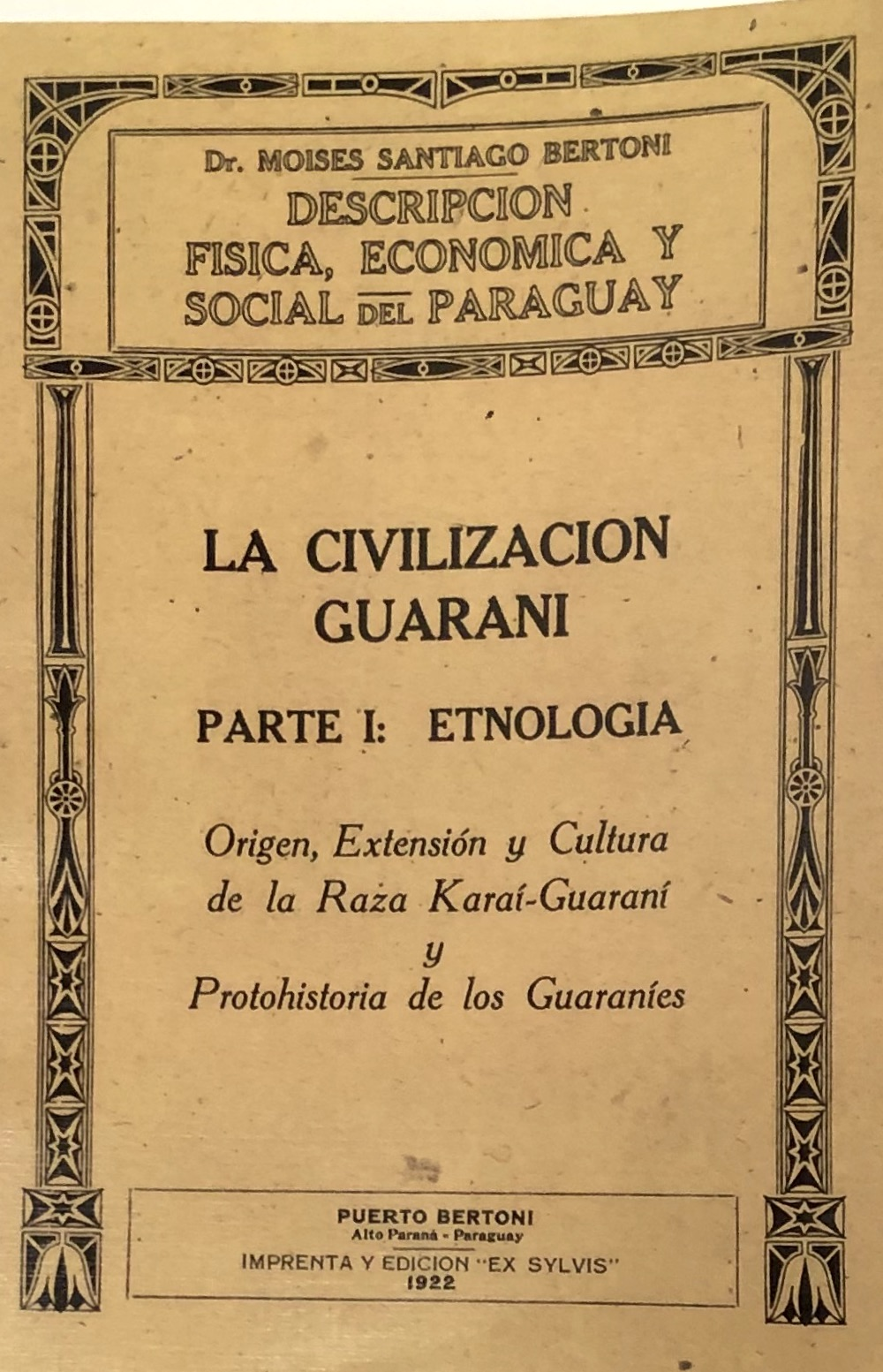
«La Civilización guaraní»

Mosè Bertoni hinterliess zahlreiche unveröffentlichte Manuskripte. Seine Bibliografie umfasst mehr als 500 Titel, aber sein ehrgeizigstes Werk, die Enzyklopädie «Descripción física, económica y social del Paraguay» («Physische, wirtschaftliche und soziale Beschreibung von Paraguay») in 18 Bänden, blieb unvollendet. Erschienen ist daraus das dreibändige Werk «La Civilización guaraní», in dem er das Volk der Guaraní beschrieb. Der Name ist auf seine klimatologischen Arbeiten zurückzuführen, sowie auf das Bild des guten Weisen, der im Walde lebte.
Nach Mosé Bertoni ist im Südosten Paraguays eine Ortschaft benannt.
2007 wurde in Foz du Iguazu die Mittelschule «Colégio Bertoni» gegründet.

## Museum Lottigna
Im Museum des Bleniotals in Bertonis Heimatort Lottigna ist im Turm Mosé Bertoni ein Raum gewidmet, der mit zahlreichen Exponaten und Fotografien einen Einblick in Bertonis Schaffen gibt.

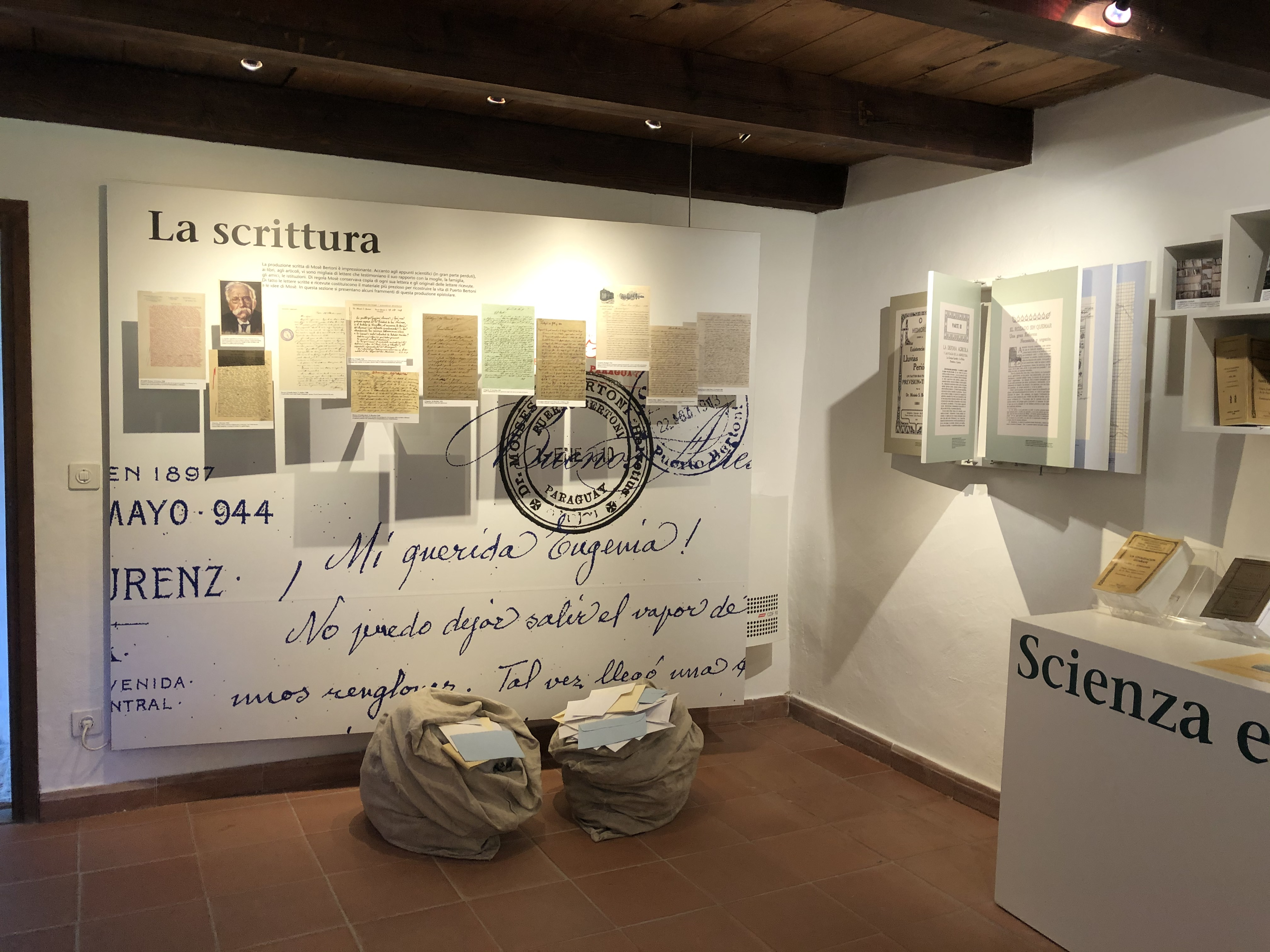
Bertoni-Ausstellung im…
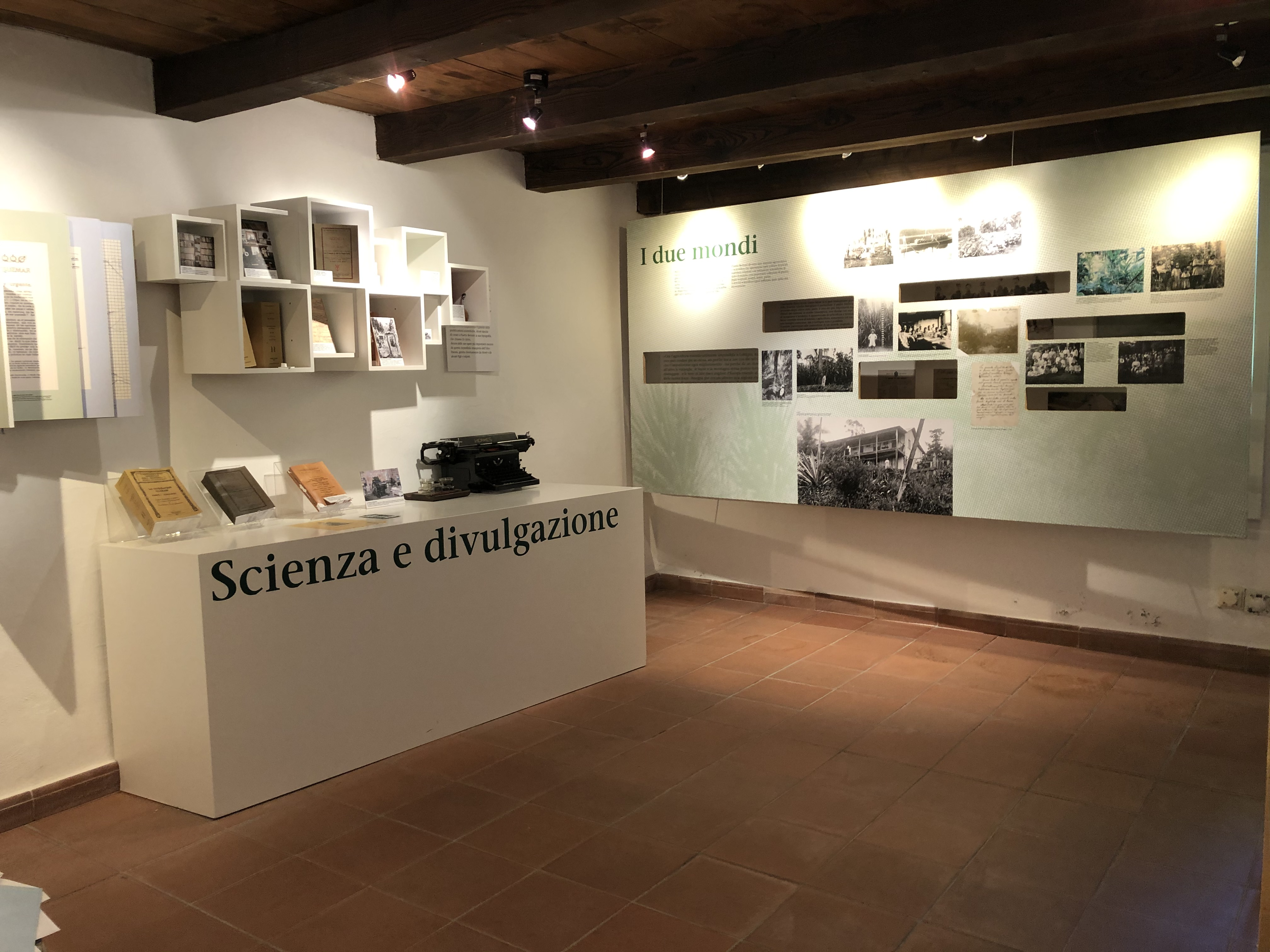
…Museum in Lottigna

## Dedikationsnamen
Eduard Hackel ehrte ihn 1911 in Paspalum bertonii, Hector Léveillé 1910 in Jussiaea bertonii heute ein Synonym für Ludwigia decurrens und Francesco Franceschi 1918 Phaseolus bertonii.
Nicht ihm, sondern Hernando Milciades Bertoni (1924–1992), dem damaligen Minister für Landwirtschaft und Viehzucht, ist Eurystyles bertonii gewidmet. Hernando Milciades Eltern waren Moisés Santiago Bertoni (1887–1967) und Maria Juana Flores. Hernando Milciades war somit der Enkel des Auswanderers aus Lottigna.